# 巴勒斯坦人民斗争阵线
巴勒斯坦人民斗争阵线（阿拉伯语：‎，羅馬化：Jabhet Al-Nedal Al-Sha'abi Al-Falestini），简称人斗阵，是巴勒斯坦的一个左翼政党。该党成立于1967年。该党奉行社会主义、左翼民族主义、巴勒斯坦民族主义。该党是巴勒斯坦解放组织的成员，但一般认为它在巴勒斯坦政治中影响力有限。